# 影なる道背に光あればこそ
『影なる道背に光あればこそ』（かげなるみちせにひかりあればこそ）は、日本のロックバンド、鴉の1枚目のミニアルバム。

## 解説
鴉がリリースした初のアルバム。タイトルの「影なる道背に光あればこそ」はギターボーカル近野の座右の銘である。

## 収録曲
| 全作詞・作曲：近野淳一 全編曲：鴉 |              |           |           |       |
| #                                 | タイトル     | 作詞      | 作曲      | 時間  |
| 1.                                | 「時の面影」 |           |           | 3:42  |
| 2.                                | 「Am」       |           |           | 2:46  |
| 3.                                | 「茜空」     |           |           | 2:52  |
| 4.                                | 「優しい歌」 |           |           | 3:50  |
| 5.                                | 「爽鬱」     |           |           | 4:00  |
| 6.                                | 「帰る場所」 |           |           | 4:00  |
| 合計時間:                         | 合計時間:    | 合計時間: | 合計時間: | 21:10 |